# Antipass Kwari
Antipas Kwari (nascido em 11 de abril de 1975) é um ciclista zimbabwano. Ele representou seu país durante os Jogos Olímpicos de Verão de 2008, na prova de cross-country.